# L.A. State of Mind
L.A. State of Mind — второй сольный студийный альбом британской певицы Мелани Браун, выпущенный 27 июня 2005 года лейблом Amber Cafe. Альбом попал в UK Albums Chart и занял 41 место в этом хит-параде. В поддержку альбома был выпущен 1 сингл.

## История выхода альбома
Единственный сингл «Today» был выпущен 13 июня 2005 года, в это время Браун гастролировала по Великобритании в поддержку альбома. Сингл занял 41-ю позицию в UK Singles Chart. L.A. State Of Mind был также выпущен в формате DVD — с видеоклипами и документальным фильмом, который снял и спродюсировал Марк Макконнелл.
Альбом ожидал провал он был продан суммарным тиражом в 1500 копий.

## Список композиций
| №                   | Название                       | Длительность |
| ------------------- | ------------------------------ | ------------ |
| 1.                  | «Today»                        | 3:16         |
| 2.                  | «Stay in Bed Days»             | 4:05         |
| 3.                  | «Beautiful Girl»               | 3:47         |
| 4.                  | «Music of the Night (Perdido)» | 3:48         |
| 5.                  | «If I Had My Life Again»       | 4:41         |
| 6.                  | «In Too Deep»                  | 4:00         |
| 7.                  | «Sweet Pleasure»               | 3:40         |
| 8.                  | «L.A. State of Mind»           | 3:44         |
| 9.                  | «Say Say Say»                  | 3:54         |
| 10.                 | «Bad, Bad Girl»                | 3:25         |
| 11.                 | «Hold On»                      | 3:51         |
| Общая длительность: | Общая длительность:            | 42:47        |

## Видеоклипы
- Май 2005 — «Today»